# Euxoa satiens
Euxoa satiens är en fjärilsart som beskrevs av Smith 1890. Euxoa satiens ingår i släktet Euxoa och familjen nattflyn. Inga underarter finns listade i Catalogue of Life.

## Bildgalleri

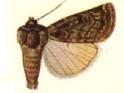